# Lovebug Starski
Love Starski (nascido Kevin Smith, 16 de maio de 1960, The Bronx, cidade de Nova Iorque - 8 de fevereiro de 2018) foi um MC, músico e produtor musical americano. Ele começou sua carreira ainda menino em 1971 quando o hip-hop apareceu no Bronx, e eventualmente se tornou um DJ na boate Disco Fever em 1978, local onde o Run-DMC tocou pela primeira vez. Ele é uma das duas pessoas que podem ter dado origem ao termo "hip-hop".
Starski gravou seu primeiro single, "Positive Life", em 1981 pela gravadora Tayster. Mais tarde, ele gravou uma música para a trilha sonora do filme de 1986 Rappin', que foi lançada pela Atlantic Records, antes de gravar o seu primeiro álbum, House Rocker, pela Epic/CBS. Esse continha o seu single de maior sucesso nas paradas, "Amityville (The House on the Hill)", uma paródia referente ao filme Horror em Amityville que chegou ao número 12 na parada de singles britânica em 1986. in 1986.
Lovebug Starski e World Famous Brucie B também trabalharam juntos na pista de patinação Rooftop Roller no Harlem durante os anos 1980. Nos anos 1990, Starski voltou a tocar com seu amigo DJ Hollywood.

## Morte
Starski morreu de um ataque cardíaco em Las Vegas em 8 de fevereiro de 2018, com a idade de 57 anos enquanto retirava moveis de seu apartamento

## Discografia

### Álbuns
- House Rocker (1986)

### Singles
- "Gangster Rock" (1979) (como Little Starsky)
- "Dancin' Party People" (1981) (como Little Starsky)
- "Positive Life" (1981) (com a Harlem World Crew)
- "Live At The Fever" (1983) (Pela Fever Records)
- "Live At The Fever Pt.2" (1983) (Pela Fever Records)
- "You've Gotta Believe" (Pela Fever Records) (1983)
- "Do The Right Thing" (1984)
- "House Rocker" (1985)
- "Rappin'" (1985)
- "Amityville (The House on the Hill)" (1986)
- "Saturday Night" (1986)